# جان پتروسکه
جان پتروسکه (انگلیسی: John Petroske; ۶ اوت ۱۹۳۴ – ۳۰ ژوئیهٔ ۲۰۱۹) بازیکن هاکی روی یخ اهل ایالات متحده آمریکا بود.